# Cambria (Californie)
Pour les articles homonymes, voir Cambria.
Cambria est une census-designated place située dans le comté de San Luis Obispo, dans l’État de Californie, aux États-Unis. Cambria comptait 6 032 habitants lors du recensement de 2010.
Cambria se situe à mi-chemin entre San Francisco et Los Angeles le long de la California State Route 1

## Personnalités
- Gideon Jacques Denny (1830-1886), peintre américain mort à Cambria.

## Démographie
| 2000  | 2010  | - | - | - | - |
| ----- | ----- | - | - | - | - |
| 6 232 | 6 032 | - | - | - | - |

## Source
- (en) Cet article est partiellement ou en totalité issu de l’article de Wikipédia en anglais intitulé « Cambria, California » (voir la liste des auteurs).